# Grézet-Cavagnan
Grézet-Cavagnan är en kommun i departementet Lot-et-Garonne i regionen Nouvelle-Aquitaine i sydvästra Frankrike. Kommunen ligger i kantonen Bouglon som tillhör arrondissementet Marmande. År 2022 hade Grézet-Cavagnan 403 invånare.

## Befolkningsutveckling
Antalet invånare i kommunen Grézet-Cavagnan
| Referens: INSEE |